# Кустолівська сільська рада
Кустолівська сільська рада — колишній орган місцевого самоврядування у Новосанжарському районі Полтавської області з центром у c. Кустолове.

## Населені пункти
Сільраді були підпорядковані населені пункти:
- c. Кустолове
- с. Малі Солонці